# Condado de Lenawee
O Condado de Lenawee é um dos 88 condados do estado americano de Michigan. A sede do condado é Adrian, e sua maior cidade é Adrian.
O condado possui uma área de 1 972 km² (dos quais 28 km² estão cobertos por água), uma população de 101 786 habitantes, e uma densidade populacional de 51 hab/km² (segundo o censo nacional de 2000).